# Medasina parisnattei
Medasina parisnattei là một loài bướm đêm trong họ Geometridae.